# Fabián Stark
Fabián Stark (* Encarnación, Paraguay, 30 de octubre de 1988). es un futbolista Paraguayo que juega de mediocampista en el 12 de Octubre de la Primera División de Paraguay.

## Clubes
| Club                 | País     | Año       |
| -------------------- | -------- | --------- |
| Guaraní              | Paraguay | 2009-2011 |
| Sportivo Trinidense  | Paraguay | 2012      |
| Sportivo San Lorenzo | Paraguay | 2012-2013 |
| Delfín SC            | Ecuador  | 2014      |
| 12 de Octubre        | Paraguay | 2015      |